# Millennium (chanson)
Pour les articles homonymes, voir Millennium.
Singles de Robbie Williams
Let Me Entertain You
(1998) No Regrets
(1998)
Clip vidéo
[vidéo] « Millennium », sur YouTube
Millennium est une chanson interprétée par le chanteur britannique Robbie Williams. Sortie en single le 7 septembre 1998, il s'agit du premier extrait de l'album I've Been Expecting You.
Elle reprend des éléments de You Only Live Twice, la chanson du film de James Bond On ne vit que deux fois  composée par John Barry et interprétée par Nancy Sinatra, notamment les violons de l'intro musicale.
Millennium connaît un succès international. C'est le premier no 1 de la carrière solo de Robbie Williams dans les charts britanniques et irlandais.

## Clip
Réalisé par Vaughan Arnell, il met en scène Robbie Williams dans une parodie du personnage de James Bond.
Le clip remporte le prix de la meilleure vidéo britannique lors des Brit Awards 1999.

## Classements hebdomadaires
| Classement (1998-1999)                  | Meilleure position |
| --------------------------------------- | ------------------ |
| Allemagne (GfK Entertainment)           | 41                 |
| Australie (ARIA)                        | 24                 |
| Autriche (Ö3 Austria Top 40)            | 18                 |
| Belgique (Flandre Ultratop 50 Singles)  | 18                 |
| Belgique (Wallonie Ultratop 50 Singles) | 20                 |
| Canada (RPM Top Singles)                | 10                 |
| Écosse (OCC)                            | 1                  |
| États-Unis (Billboard Hot 100)          | 72                 |
| France (SNEP)                           | 16                 |
| Irlande (IRMA)                          | 1                  |
| Italie (FIMI)                           | 6                  |
| Norvège (VG-lista)                      | 14                 |
| Nouvelle-Zélande (RMNZ)                 | 3                  |
| Pays-Bas (Nederlandse Top 40)           | 29                 |
| Pays-Bas (Single Top 100)               | 38                 |
| Royaume-Uni (UK Singles Chart)          | 1                  |
| Suède (Sverigetopplistan)               | 12                 |
| Suisse (Schweizer Hitparade)            | 18                 |

## Certifications
| Pays              | Certification | Unités certifiées |
| ----------------- | ------------- | ----------------- |
| Royaume-Uni (BPI) | Platine       | 600 000           |